# Імперія гунів
Імперія гу́нів — держава, утворена в 370-х роках нашої ери. Її територія включала частину теперішніх земель Німеччини, Балтики і України. Пріск Панійський називав «царство Уннське». Держава межувала зі Східною Римською імперією на південному сході та із Західною Римською імперією на заході і південному заході, решта лінії кордону була нечіткою. Імперія розпалася після смерті Аттіли в 453 році в результаті боротьби наступників за владу і остаточно зникла з політичної карти близько 469 року.

## Історія

### Ранні походи в Європі
Європейські джерела вперше згадують гунів на землях на північний захід від Каспійського моря близько 370 року, коли вони підкорили плем'я аланів, що мешкали на захід від їхніх земель. Ця звитяга була пов'язана з ім'ям гунського вождя Баламира. Як повідомляють стародавні автори, зокрема Амміан Марцеллін, алани були кочівниками. Багато в чому вони були схожі на гунів. Перемогу гунів над аланами можна пояснити тим, що удар аланам було завдано гунами, скотарями, в союзі з місцевими племенами. До цього ж періоду відноситься розгром гунами, можливо із союзниками аланами, Боспорського царства.
Гуни рушили до південних степів Східної Європи, оскільки там були привабливі пасовища та зручна для форми господарства гунів територія. Природним кордоном цієї території на заході був Дніпро. Тут і відбулося зіткнення гунів з готами в 371 році. Спочатку гуни зіткнулися з остготами. У грецьких і латинських авторів, які розповідають про варварські народи півдня Східної Європи, є неодноразові згадки про розгром готів.

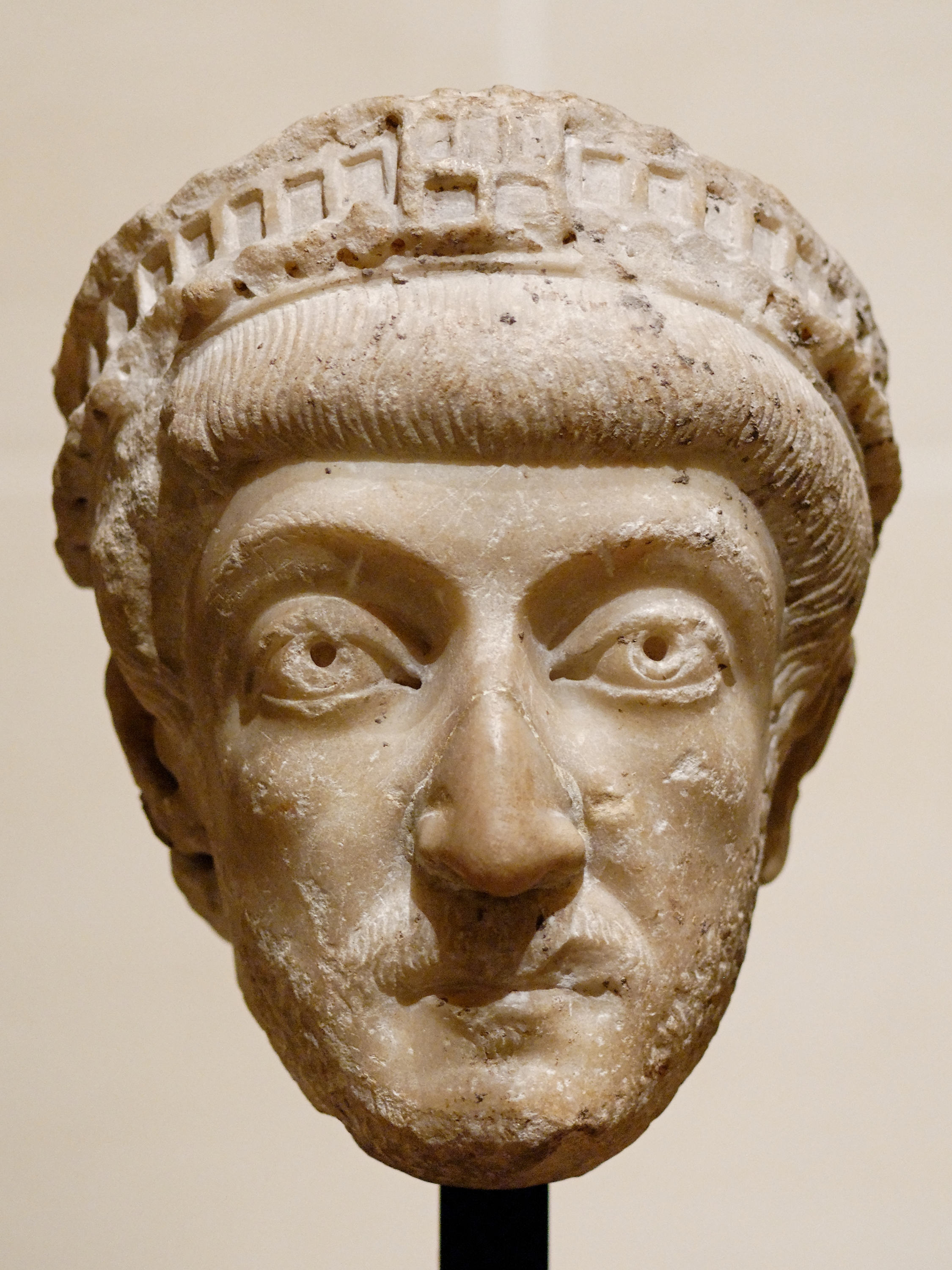
Імператор Східної Римської імперії Феодосій ІІ

Після розгрому остготів гуни зіткнулися з вестготами. Подібно до того як алани включалися до складу гунської орди, так і частина вестготів під проводом Гунімуда, сина Германаріха, увійшла до складу гунського племінного союзу, інша ж частина попрямувала на захід, до римських кордонів.
Другим місцем боротьби гунів з вестготами, були береги Дністра (Істра). Тут вестготам було завдано нищівного удару, вони були розбиті на дві частини, одна з них на чолі з Атанаріхом була відкинута до Карпат, інша під проводом Фрітігерна шукала захисту у Рима.
Філосторгій, описуючи рух гунів вслід за готами, вказує, що, перейшовши через замерзлу річку (Істр) одна частина гунів вторглася своїми полчищами в Римську землю і, пройшовши всією Фракією, розграбувала всю Європу. Про зайняття Фракії гунами говорить і Зосим. Відомо про успішний виступ гунів проти готів під проводом Улдіна і битви Улдіна з Гаїнасом. Созомен, описуючи похід гунів під проводом Улдіна у Фракію, вказує, що Улдін, завдяки зраді взяв мезійське місто Кастра Мартіс, а потім здійснював звідти набіги на решту Фракії і через власну самовпевненість не хотів слухати про договір з римлянами.
У той час як Улдін воював під Константинополем в 400 році і уклав мир з Аркадієм (404 рік), інша частина гунів під проводом Аспара була в Італії і воювала разом з королем Йаном (424 рік), третя під проводом Роїласа спустошувала Фракію (432 рік), решту була в Паннонії під керівництвом Руа.
Ослабленням гунської держави скористалася Східна Римська імперія. Феодосію II, який розбив готів, вдалося розбити і гунів, що перебували в межах його імперії. Безпосередньо воєнною операцією керував Модар, який походив зі скіфського роду. Улдін врятувався втечею за Істр, а основна маса війська, що складалася з ряду племен (Созомен особливо виділяє скіфів), потрапила в рабство.
В 408 році каган західних гунів Улдін вторгся в Моезію — провінцію Східної Римської імперії, але його атака була відбита і Улдін був змушений відступити.

### Об'єднання
Не зважаючи на всі свої ранні подвиги, гуни були політично розрізненими. Їхній політичний устрій був більше подібний на конфедерацію племен. Вони часто служили римлянам як найманці.

З 420 року воєначальник на ім'я Октар почав об'єднувати гунські племена під своїми знаменами. Його брат Ругіла став наступником і лідером гунської конфедерації, об'єднавши гунів однією метою. Підйом гунської орди під його проводом ознаменував початок третього, найбільш значущого, етапу в історії західних гунів. Пріск Панійський повідомляє, що Руя (Ругіла) 
|                       | «зважився вести війну проти амілзурів, ітімарів, тоносурів, войсків та інших народів, що оселилися на Істрі і укладали союзи з римлянами» |
| — Пріск Панійський, . | |

Племена, з якими Ругілла вів боротьбу, ймовірно, раніше жили на північному узбережжі Чорного моря і входили в склад гунської орди під час першого етапу їхньої історії. Ругіла намагався ще раніше встановити перерваний в часи Улдіна мир з римлянами і повторно послав в Константинополь якогось Іслу. Непорозуміння між Ругілою і Римською імперією пояснюються затримкою і невидачею гунам їхніх перебіжчиків. Ругілі вдалося знову об'єднати племена, і він навіть перейшов Дунай та зайняв Паннонію. Саме це дозволило йому вимагати видачі перебіжчиків, вільної і рівноправної торгівлі на кордоні і збільшення щорічної данини. Однак за Пріском цей похід відбувся за часів Аттіли.
Уклавши союз із римським генералом Аецієм, він очолив гунів у Західній Римській імперії. Це дало гунам більше багатства і сили. Він планував широкомасштабне вторгнення у Східну римську імперію в 434 році, але помер так і не здійснивши своїх планів. Спадкоємцями престолу стали його племінники Бледа і Аттіла, які правили спільно. Вони поділили між собою людей, проте імперію вважали одним цілим.

### Дуумвірат
Аттіла і Бледа були такими ж амбіційними як і Ругіла. Вони змусили Східну Римську імперію підписати Маргуський договір, який надавав гунам торговельні права та обкладав римлян даниною. Римляни також погодилися на екстрадицію гунських біженців (осіб, які могли загрожувати двовладдю братів) для страти. Захистивши цим договором свої південні кордони, гуни сконцентрувалися на підкоренні західних племен. Проте римляни не могли виплачувати данину і не бажали дотримуватися решти умов Маргуського договору. Тому обидва правителі гунів знову сконцентрували свою увагу на східних римлянах. Є відомості, що єпископ Маргуса увійшов у володіння гунів і спаплюжив царські могили, чим накликав на себе гнів гунів. Між двома імперіями спалахнула війна, гуни здолали слабку римську армію і зрівняли з землею Маргус, Сінгідун і Вімінаціум. Попри підписане перемир'я в 441 році, через два роки римляни знову перестали виплачувати данину і війна спалахнула вдруге. Цього разу гунська армія тривожно близько підійшла до Константинополя, захопивши дорогою Сардіку, Аркадіополіс та Філіпополіс. Зазнавши цілковитої поразки в битві під Херсонесом, імператор Східної Римської імперії Феодосій II зажадав миру, який було укладено осінню 443 року. Цей договір увійшов в історію під назвою «Мир Анатолія». Гуни повернулися у свої землі з повними обозами награбованого добра.
У 445 році помер Бледа і Аттіла став одноосібним правителем Імперії гунів.

### Імперія за часів Аттіли

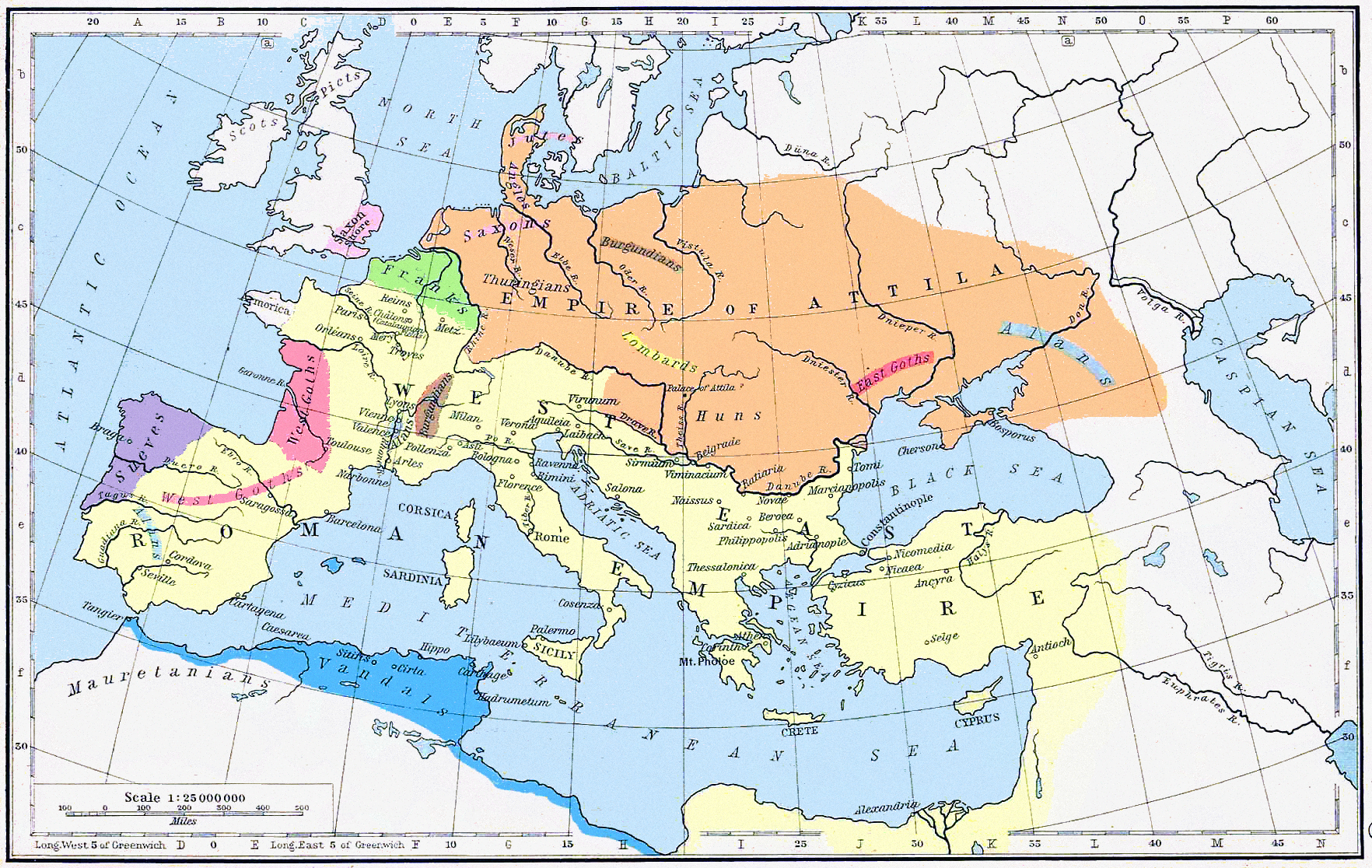
Гунська імперія у 450 році за Аттіли

Ставши єдиним правителем Аттіла в 447 році знову повернув гунів проти Східної Римської імперії. Його вторгнення у Балкани і Фракію було руйнівним. Крім того Східна Римська імперія потерпала і від внутрішніх проблем, таких як голод, чума, масові заворушення і землетрус в самому Константинополі. Тільки своєчасна перебудова міських стін змогла врятувати столицю від захоплення. Перемога гунів над римською армією дозволила їм практично безперешкодно рухатися землями східних римлян, але після рейду на південь до Фермопіл їх змусила відступити хвороба.
Найближчий соратник імператора Східної Римської імперії Феодосія II — євнух Хрісафій запропонував римському послу Едікону вбити Аттілу. Для організації вбивства до вождя гунів відправили послів, що служили посередниками в змові і, одночасно, колишніх відповідальних за посольство Едікона. У числі послів (448 р.) були Вігіла, який знав гунську мову, знатний імперський сановник Максимін і Пріск. Останній і залишив докладний опис своєї подорожі, яка служить основним джерелом для вивчення історії західних гунів.
Для східних римлян війна закінчилася в 449 році з підписанням «Третього миру Анатолія».
Не зважаючи на набіги на Східну Римську імперію, гуни все ще підтримували хороші стосунки із Західною Римською імперією. Багато в чому вони завдячували дружбі з Флавієм Аецієм, могутнім римським генералом (його інколи називали фактичним керівником Західної Римської імперії), який деякий час провів з гунами. Проте все змінилося в 450 році, коли Гонорія, сестра імператора Західної Римської імперії Валентиніана III, надіслала Аттілі перстень і попросила його допомоги у втечі від заручин із сенатором. Невідомо чи Гонорія таким чином пропонувала свою руку і серце, але саме так зрозумів її правитель гунів. Відповідно половину Західної Римської імперії він вважав її приданим. Ще більше погіршило відносини імперій суперечка між Аттілою і Аецієм навколо питання хто повинен успадкувати панування над салічними франками. І нарешті, часті набіги на Східну Римську імперію спустошили її і там мало що залишилось грабувати.
До моменту походу на захід Аттіла мав значні війська з різних племен. Зі східних племен можна назвати гунів і акацирів, роксаланів, антів, аланів. З германських найбільш відомі герули, остготи (на чолі з Баламиром, Теодоміром і Відеміром) і гепіди (на чолі з Адаріком). Керівництво союзними племенами здійснювалося їх власними вождями.

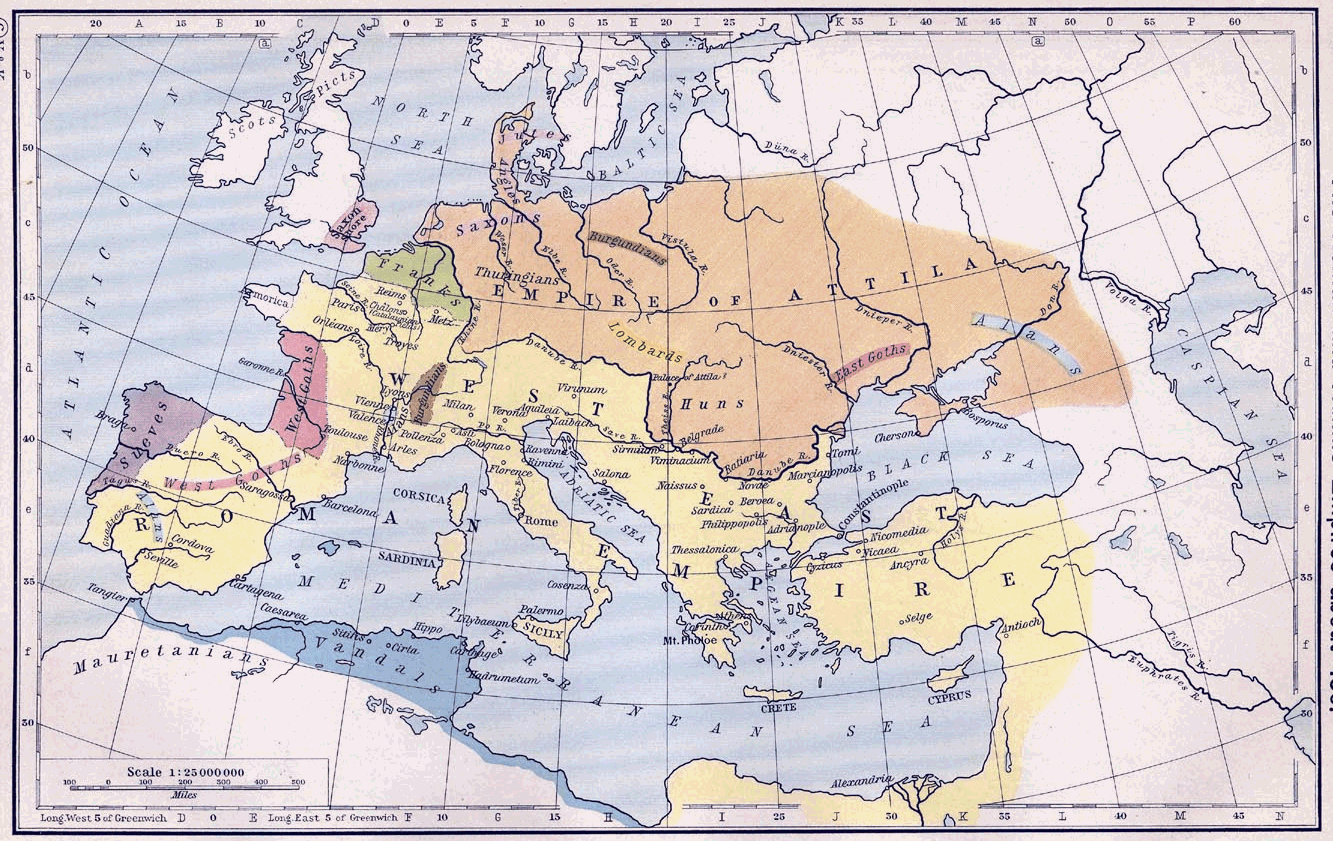
Імперія Аттіли

В 451 році війська Аттіли вийшли у похід. Його просування було направлене до Рейну. Шлях стратегічно вибрали вдало, він ішов через варварську периферію Імперії, населення якої могло стати найбільш імовірним союзником. Загони були розділені на дві групи: одна група йшла правим берегом Дунаю і мала завдання знести передові римські укріплення, яке і виконала; інша, лівобережна, підпорядкувала своєму союзу квадів в Західних Карпатах і маркоманів в Шварцвальді. Об'єднання гунів відбулося біля витоків Дунаю.
Франки (східні), які жили на берегах Неккару, поваливши свого короля, примкнули до Аттіли. Те саме зробили тюринги і зарейнські бургунди. Фактично біля Рейну відбулося остаточне, хоча й тимчасове об'єднання сил варварів, після чого, з допомогою ними ж зроблених мостів, вони переправилися в декількох місцях через р. Рейн.
Найбільше сум'яття похід Аттіли викликав у Галлії та в Бельгійських провінціях, де жителі намагалися втекти з насиджених місць. З укріпленої Лютеції (Париж), відомої великими повстаннями 360 і 383 років, жителі також хотіли втекти. Легенда приписує порятунок Лютеції якійсь Женев'єві (Геновефі), яка нібито зуміла вплинути на жителів, і вони залишилися на своїх місцях.
Однак Аттіла не дійшов до Лютеції. Спустошивши Мец (6 квітня 451 року) і ряд інших міст Галлії — Страсбург (Аргенторат), Шпейєр (Новйомаг), Вормс (Ворбетомаг), Майнп (Могонтіак), Безансон (Безонтіон) та інші, Аттіла осадив Орлеан (Ауреліано).
Аецій отримав завдання від імператора Валентиніана III звільнити Орлеан. Натхненні франкськими і вестготськими (під керівництвом Теодоріха) загонами римські війська Аеція зустріли гунів у битві на Каталаунських полях і остаточно їх розбили. Ця битва увійшла в історію і закарбувалась у багатьох міфах та переказах, аж до скандинавських саг. На зворотному шляху Аттіла розгромив Трір.
Наступного року Аттіла повторив свої претензії на Гонорію і території Західної Римської імперії. Ведучи свою орду вздовж Альп у Північну Італію, він захопив і зруйнував Аквілею, Віченцо, Верону, Бріксію, Бергамо та Мілан (Медіолан). Сподіваючись уникнути розграбування Риму та власної загибелі, імператор Валентиніан III вислав трьох посланців, високих офіцерів Геннадіуса Авіенуса і Трігетіуса, а також єпископа Риму Лео I, які зустріли Аттілу при Мінчо на околиці Мантуї і отримали від нього обіцянку піти з Італії і провести мирні переговори з імператором. Причиною такого рішення Аттіли називають голод в Італії та поганий врожай зернових, який зовсім не покращився через спустошливу навалу гунів. Для просування на Рим армії Аттіли необхідні були поставки провіанту в Північну Італію, які були недоступними. І ситуація не покращилася б із захопленням Риму. Тому для Аттіли було вигідніше укласти мир та відступити на батьківщину. Крім того, війська Східної Римської імперії під проводом іншого офіцера на ім'я Аецій перетнули р. Дунай. Аецій мав намір напасти на території гунів, які вони так безпечно залишили беззахисними. Аттіла повернувся назад без Гонорії та її приданого.
Новий імператор Східної Римської імперії Маркіан припинив виплачувати данину. Аттілла виступив з тисо-дунайської низовини і готувався напасти на Константинополь. Проте в 453 році він одружився з германською дівчиною і помер від носової кровотечі в першу шлюбну ніч.

### Падіння імперії

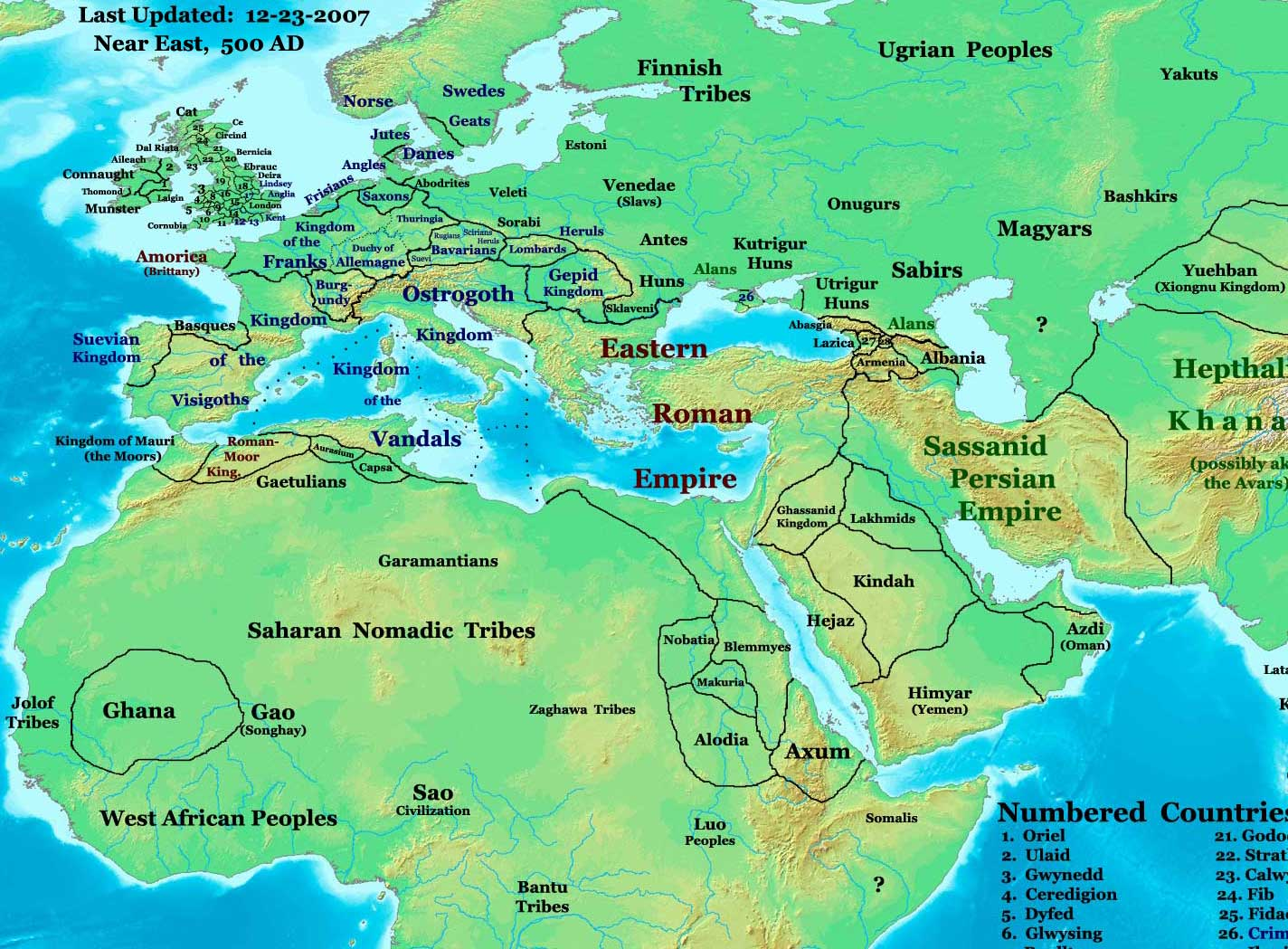
NE 500ad

Наступником Аттіли став його старший син Елак. Але інші сини Аттіли, Денгизих та Ернак, розпочали боротьбу за трон. Скориставшись ситуацією, підкорені племена повстали. Зокрема відоме повстання гепідів під проводом Адаріка. Через рік після смерті Аттіли гуни були розбиті у битві при Недао. В 469 році помер Денгизих — останній правитель гунів та спадкоємець Елака. Цю дату вважають датою загибелі Імперії гунів.
На згадку від гунів залишилась назва Угорщини — Гунґарія (Hungary), однак народ мадяри, який населяє цю країну прийшов сюди у кінці 9 ст.